# Yosi Domínguez
José Manuel Domínguez, més conegut com a Yosi, nascut a Ourense el 23 de gener de l'any 1948, és un músic, cantant i compositor gallec del grup de rock Los Suaves. És un dels compositors vocalistes més veterans de la península. Abans de ser membre de Los Suaves va exercir de Policia Nacional.

## Trajectòria

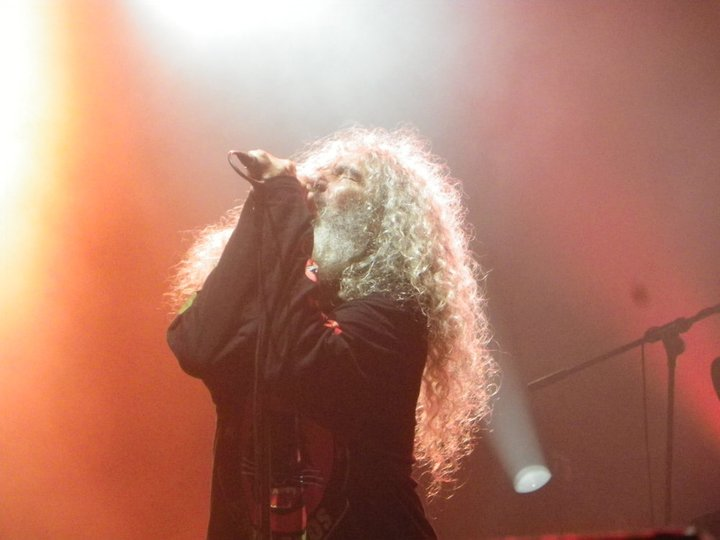
Yosi Domínguez, cantant en la platja de Riazor l'any 2011.

Nascut a Ourense en l'any 1948, és membre del grup de rock Los Suaves, germà del baixista del mateix grup, Charli Domínguez, i del primer bateria, Javier Domínguez.
Les seves composicions abasten temes com l'amor, la pèrdua, el dia a dia, la mort, la nit o les dones, entre d'altres. Amb el pas dels anys es nota una evolució en els temes de les seves cançons, si bé en els últims discos la influència dels guitarristes Alberto Cereijo o Fernando Calvo és més notable i es fa present en cançons com "Noche" o "Mi casa". Així i tot, el disc del grup "El jardín de las delicias" està compost, tant la música, com la lletra per Yosi.
Yosi, és un dels cantants més veterans d′Espanya, amb més de 60 anys, tot i que encara es manté en els escenaris i en un constant procés de creació.